# Grand Népal

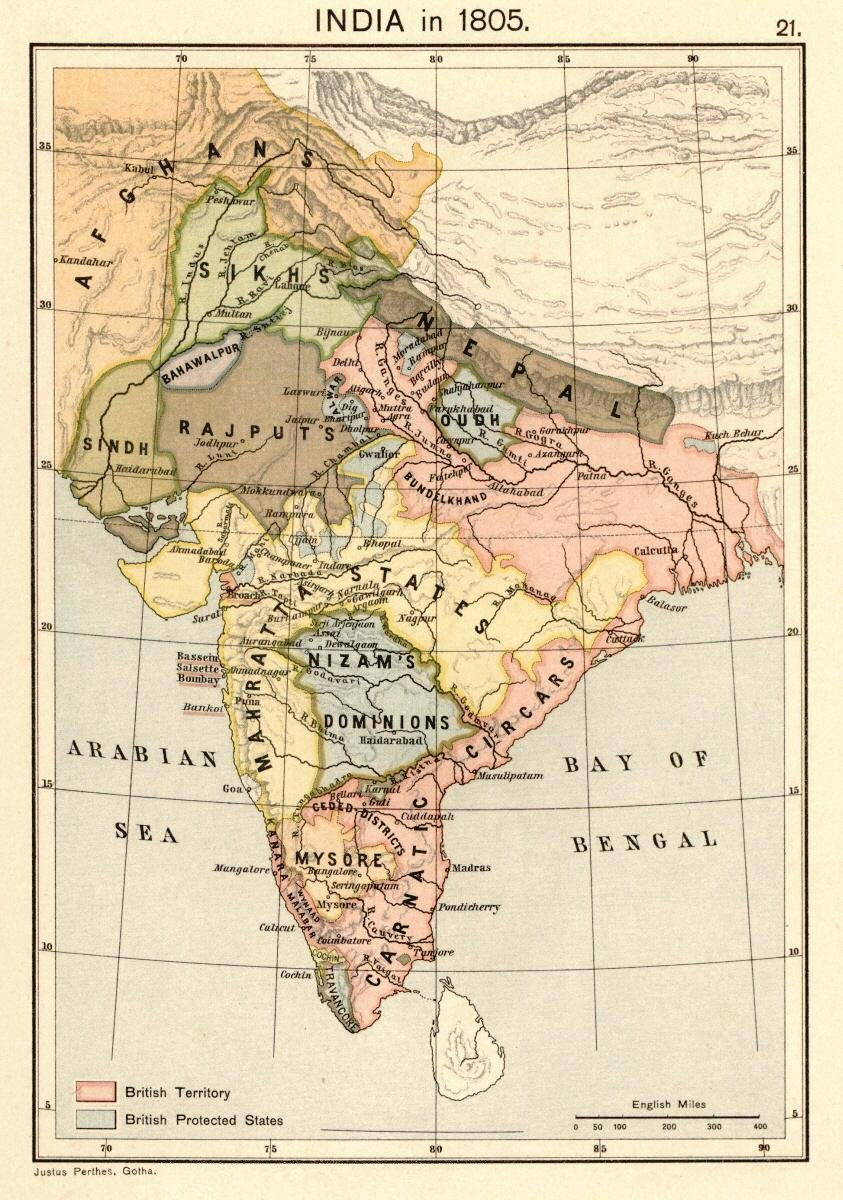
Le Népal en 1805 est l'idée prédominante du « Grand Népal ».

Le Grand Népal est une notion irrédentiste qui émerge au Népal et revendique des territoires indiens et bangladais situés au-delà des frontières actuelles du pays. Cette revendication s'appuie principalement sur les zones administrées par le Népal entre les années 1791 et 1816, période qui prit fin avec la guerre anglo-népalaise et la conclusion du traité de Sugauli. En outre, les revendications de l'organisation activiste Greater Nepal Nationalist Front englobent également des territoires étendus dans les États indiens actuels de l'Uttar Pradesh, du Bihar, du Bengale-Occidental ainsi que certaines régions du Bangladesh,. Le débat sur ces revendications a été récemment illustré par l'affichage d'une carte correspondante par le maire de Katmandou en juin 2023. Ce geste a été une réponse à la présentation, au sein du bâtiment du Parlement indien, d'une carte désignée « Akhand Bharat », évoquant un concept de l'Inde historique ou idéale, augmentant ainsi les tensions sur cette question de territorialité,.

## Contexte

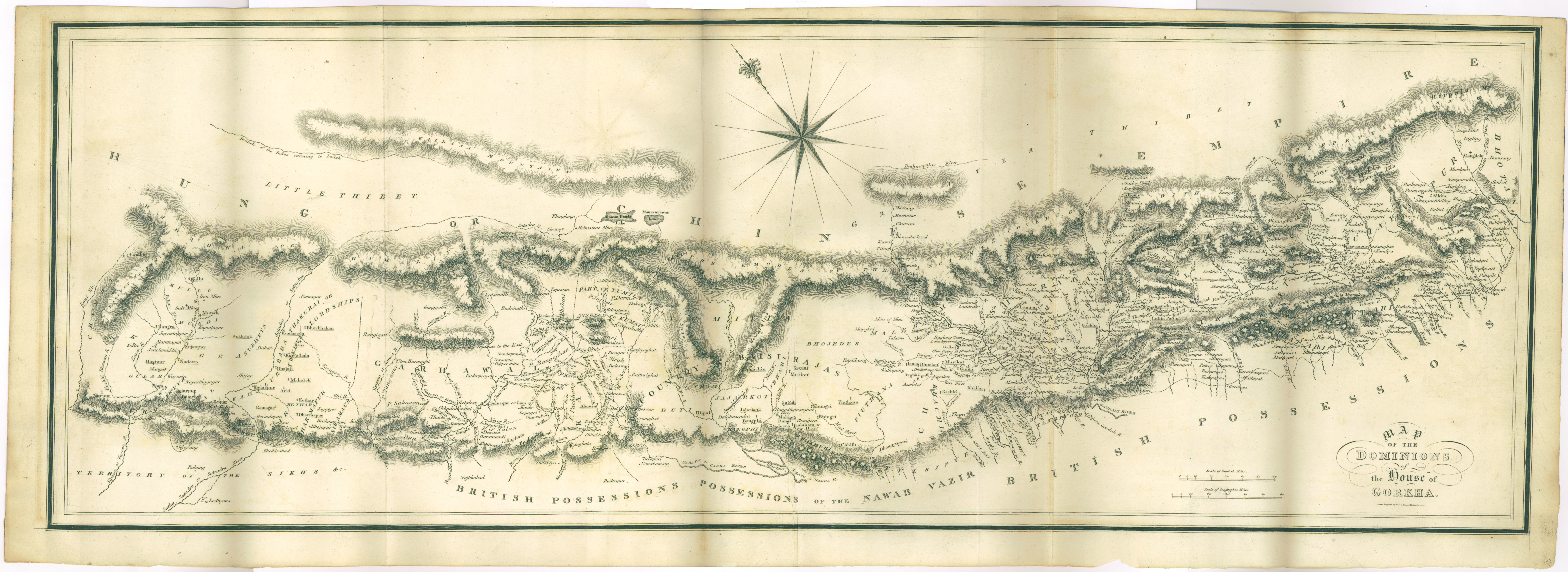
Carte du Grand Népal incluant le territoire cédé en 1815.

Népal désignait initialement la vallée de Katmandou, et en ce sens, ce terme était en usage depuis environ deux millénaires. Au XVIIIe siècle, Prithvi Narayan Shah, roi du royaume de Gorkha, entreprit un processus d'expansion et conquit Katmandou en 1768, en faisant sa nouvelle capitale. L'entité étendue continua à être appelée « Gorkha » ou « Gorkhali » jusqu'au début du XXe siècle, le terme « Népal » n'étant officiellement adopté comme appellation de l'État qu'au cours des années 1930.
Après le décès de Prithvi Narayan Shah, l'État de Gorkha poursuit son expansion. Il conquiert successivement les bassins de Gandaki et de Karnali, ainsi que les régions de Kumaon et de Garhwal en 1792, s'arrêtant finalement à la rivière Sutlej, où l'empire sikh exerce son influence entre 1809 et 1810. À l'est, les Gorkhas occupent la moitié occidentale du Sikkim jusqu'à la rivière Teesta.
Bien que cette conquête ait pu n'être qu'une simple opération militaire, dénuée de tout sentiment national, le récit népalais moderne la présente rétrospectivement comme l'« unification » d'une « nation » népalaise. Certaines de ces annexions n'ont cependant pas perduré jusqu'en 1815, année durant laquelle, lors de la guerre anglo-népalaise, le général britannique Ochterloney força le commandant Gorkhali Amar Singh Thapa à se retirer de Garhwal et Kumaon, situés de l'autre côté de la rivière Sharda (ou rivière Mahakali). Les négociations en vue d'un règlement global se tinrent à Sugauli, dans le Bihar, et furent conclues en décembre 1815. Toutefois, ces accords ne furent ratifiés qu'après l'avance d'Ochterloney jusqu'à Makwanpur, à une trentaine de milles de Katmandou. Parmi les stipulations du traité de Sugauli figurait également le retrait des forces népalaises du territoire du Sikkim, à l'est de la rivière Mechi, ce dernier étant un allié britannique durant le conflit.
Le règne des Gorkhas sur le vaste territoire du « Grand Népal historique », s'étendant du Sutlej à la Teesta, fut éphémère. La domination gorkhali sur Garhwal dura 12 années, sur Kumaon 24 années, et sur Sikkim 33 années. Le Traité de Sugauli, signé en 1815, fit perdre aux autorités népalaises environ 176 000 kilomètres carrés de territoire, laissant ainsi le Népal avec une superficie totale réduite à 147 516 kilomètres carrés.

## Plaidoyer

### Front nationaliste du Grand Népal
Le Front Nationaliste du Grand Népal (GNNF, autrefois dénommé « Front National Unifié du Népal ») est une organisation non gouvernementale népalaise sous la direction de Phanindra Nepal, qui prône la cause du Grand Népal. Cette entité rejette le Traité de Sugauli de 1810 ainsi que le Traité de Paix et d'Amitié de 1950 avec l'Inde. Elle revendique la restitution des territoires qui, selon elle, faisaient partie du Népal avant la conclusion du Traité de Sugauli. Cette revendication englobe des terres s'étendant jusqu'à la rivière Sutlej à l'ouest, la rivière Teesta à l'est (désignées par l'organisation sous l'expression « Shimla à Darjeeling »), et s'étendant jusqu'à Bénarès au sud.
Les chercheurs Mishra et Haque soutiennent que l'organisation déploie une rhétorique d'une puissance remarquable. La carte du Grand Népal, élaborée par cette entité, confère une légitimité accrue au mouvement en tissant « des significations et des désirs empreints de nostalgie ».
Un projet d'une ambition encore plus grandiose envisagerait l'établissement du « sous-continent unifié des États Gorkha de l'Inde », lequel procéderait à une restructuration du sous-continent indien en cinq États autonomes. Parmi ces entités, le plus vaste serait désigné sous le nom d'« État autonome d'Arya ».

### Maoïstes népalais
Un mouvement maoïste a publié un ouvrage népalais de 260 pages intitulé « Népal : De Teesta au Sutlej » (« Népal : Teesta Dekhi Satlej Samma »). Ce livre, tout en réitérant des revendications analogues à celles du Groupe National Népalais et Front (GNNF), offre également une multitude de références à des faits historiques présumés. Il y est notamment avancé que Jawaharlal Nehru, alors Premier ministre indien, aurait soutenu la notion de « Grand Népal ». La carte annexée à l'ouvrage inclut les villes indiennes de Bénarès, Ballia, Bahraich, Pilibhit et Jawnpur dans les frontières du Grand Népal. Le leader maoïste Prachanda a formellement désavoué ces affirmations lors d'une interview accordée au Times of India, qualifiant ces assertions de « manœuvre médiatique ». Néanmoins, d'après le Times of India, le livre était largement accessible dans et autour des camps maoïstes situés le long de la frontière indo-népalaise en 2005. Par ailleurs, le groupe de défense des Népalais d'origine indienne, affilié aux maoïstes et connu sous le nom d'Akhil Bharat Nepali Ekta Samaj, semble également soutenir ce grand idéal népalais, selon certaines sources.

### Des érudits népalais
Des universitaires et des fonctionnaires retraités tels que Buddhi Narayan Shrestha, ancien directeur du département d'enquête, et Dwarika Nath Dhungel, ancien secrétaire aux ressources en eau, ont publié des articles scientifiques accompagnés de cartes intitulées « Grand Népal »,. M. Shrestha a également pris la parole lors de rassemblements en faveur du Grand Népal et a exprimé des commentaires dans les médias soutenant cette position,. Il a affirmé : « La terre que nous avons perdue au profit de la Compagnie des Indes orientales ne devrait pas être considérée comme appartenant à l'Inde. Elle nous revient de droit. » 
Selon le récit de Shreshta, avant la signature du traité de Sugauli, le Népal s’étendait jusqu’au confluent des fleuves Gandak et Gange au sud, et atteignait Shigatse et Tashilhunpo au nord. Il évoque ce vaste territoire sous le nom de « Grand Népal », bien qu’il ne précise pas les origines de cette appellation. Il est avancé que l’Empire britannique de l’Inde n'appréciait guère le Grand Népal en tant qu’entité politique unifiée et qu’il a donc entrepris sa fragmentation. Shreshta postule que les Britanniques, désireux d’étendre leurs échanges commerciaux vers le Tibet, ont été contraints de réduire le territoire népalais qui constituait un obstacle à cette expansion.

## Positions officiels
Aucun monarque népalais n’a jamais discuté ni approuvé le concept de « Grand Népal ». Toutefois, lors de la formation d’un gouvernement de coalition après les élections de l’Assemblée constituante népalaise de 2008, le chef du Parti communiste du Népal (maoïste) et alors Premier ministre, Pushpa Kamal Dahal, couramment désigné sous le nom de « Prachanda », a évoqué la possibilité de « l’abandon » du Traité de paix et d’amitié indo-népalais de 1950. Néanmoins, cette question ne fut pas approfondie, et Prachanda démissionna neuf mois plus tard pour d'autres raisons. L’ancien Premier ministre népalais, Girija Prasad Koirala, qualifia l’idée du Grand Népal de « fruit d’esprits dérangés ». Selon Kanak Mani Dixit, dès 1993, la gauche dominante au Népal manifeste une ambivalence : « Ils apprécient le concept mais restent réticents à le concrétiser ».
En 2023, à l'occasion de la diffusion médiatique de la fresque murale représentant l'Empire Mauryan dans le nouvel édifice du Parlement indien, certains membres du parti Bharatiya Janata, alors au pouvoir, commencèrent à la désigner sous le terme de « carte d'Akhand Bharat ». L'inclusion de certaines localités népalaises, telles que Lumbini et Kapilavastu, dans cette représentation suscita une vive inquiétude au Népal. En réaction, le maire de Katmandou, Balen Shah, fit afficher une carte du Grand Népal dans son bureau comme symbole de protestation,.

## Voir également
- Unification du Népal
- Politique au Népal